# اداره کل هواپیمایی کشوری ارمنستان
اداره کل هواپیمایی کشوری ارمنستان (ارمنی: ՀՀ քաղաքացիական ավիացիայի կոմիտե؛ انگلیسی: General Department of Civil Aviation of Armenia) یک سازمان دولتی در وزارت مدیریت منطقه‌ای و زیرساخت‌های جمهوری ارمنستان می‌باشد که دفتر مرکزی آن در فرودگاه بین‌المللی زوارتنوتس در زوارتنوتس نزدیکی ایروان واقع شده است.

## روسا

### جمهوری شوروی سوسیالیستی ارمنستان
| ترتیب | نام              | قبول پس | ترک پست | منابع |
| ----- | ---------------- | ------- | ------- | ----- |
|       | والنتین نازاریان | ۱۹۹۱    | ۱۹۹۲    | [ ۱ ] |

### جمهوری ارمنستان
| ترتیب | نام                       | قبول پس   | ترک پست     | منابع       |
| ----- | ------------------------- | --------- | ----------- | ----------- |
|       | دمیتری آتباشیان           | ۱۹۹۱      | ۱۹۹۲        |             |
|       | Յուրի Գերասիմի Մնացականով | ۱۹۹۲      | ۱۹۹۳        |             |
|       | Շահեն Գուրգենի Պետրոսյան  | ۱۹۹۳      | ۱۹۹۶        |             |
|       | واغارشاک مناتساکانیان     | ۱۹۹۶      | ۱۹۹۸        |             |
|       | ویاچسلاو یارالوف          | ۱۹۹۸      | ۲۰۰۰        |             |
|       | Հովհաննես Պավելի Երիցյան  | ۲۰۰۰      | ۲۰۰۲        |             |
|       | Սամվել Սուրենի Մարգարյան  | ۲۰۰۲      | ۲۰۰۴        |             |
|       | آرتیوم موسسیان            | 4 مه ۲۰۰۴ | ۷ ژوئن ۲۰۱۶ | [ ۲ ] [ ۳ ] |
|       | سرگئی آوتیسیان            | ۲۰۱۶      | ۲۰۱۸        |             |
|       | تاتئویک رئوازیان          | ۲۰۱۸      | ۲۰۲۲        |             |
|       | میهران خاچاطریان          | ۲۰۲۲      |             | [ ۴ ] [ ۵ ] |